# Guevenatten
Guevenatten é uma comuna francesa na região administrativa de Grande Leste, no departamento Alto Reno. Estende-se por uma área de 2,16 km². Em 2010 a comuna tinha 142 habitantes (densidade: 65,7 hab./km²).